# Himalaphantes
Himalaphantes es un género de arañas araneomorfas de la familia Linyphiidae. Se encuentra en el Este de Asia y en Rusia en el Krai de Primorie.

## Lista de especies
Según The World Spider Catalog 12.0:
- Himalaphantes azumiensis (Oi, 1979)
- Himalaphantes grandiculus (Tanasevitch, 1987)
- Himalaphantes magnus (Tanasevitch, 1987)
- Himalaphantes martensi (Thaler, 1987)